# Vuelta a Andalucía 1998
La 44ª edición de la Vuelta a Andalucía se disputó entre el 15 y el 19 de febrero de 1998 con un recorrido de 839,90 km dividido en 5 etapas, con inicio en Sevilla y final en Granada. 
Participaron 152 corredores repartidos en 19 equipos de ocho miembros cada uno de los que sólo lograron finalizar la prueba 121 ciclistas.
El vencedor, el español Marcelino García, cubrió la prueba a una velocidad media de 38,765 km/h, la clasificación de la regularidad fue para el belga Tom Steels, mientras que los franceses Laurent Jalabert y Jacky Durand se impusieron respectivamente en las clasificaciones de la montaña y de las metas volantes.

## Etapas
| Etapa | Fecha         | Recorrido                                 | Km    | Ganador de la etapa |
| 1.ª   | 15 de febrero | Sevilla - Sevilla                         | 157,8 | Robbie McEwen       |
| 2.ª   | 16 de febrero | La Rinconada - Málaga                     | 214,9 | Tom Steels          |
| 3.ª   | 17 de febrero | Benalmádena - Santuario Virgen de Araceli | 169,6 | Marcelino García    |
| 4.ª   | 18 de febrero | Puente Genil - Jaén                       | 147,3 | Max van Heeswijk    |
| 5.ª   | 19 de febrero | Úbeda - Granada                           | 150,3 | Tom Steels          |